# Nguyễn Ngọc Thiện (nhạc sĩ)
Nguyễn Ngọc Thiện sinh năm 1951 tại thành phố Hồ Chí Minh, là bác sĩ, nhạc sĩ Việt Nam, được phong danh hiệu Thầy thuốc ưu tú năm 2004 và được tặng Giải thưởng Nhà nước về Văn học Nghệ thuật năm 2012.

## Tiểu sử
Nguyễn Ngọc Thiện sinh ngày 20 tháng 11 năm 1951 tại thành phố Hồ Chí Minh.
Tốt nghiệp trung học phổ thông, Nguyễn Ngọc Thiện thi và đỗ vào trường y. Tại trường, ngoài việc dành nhiều thời gian cho học tập, ông tham gia các hội thi văn nghệ và tập tành sáng tác. Đến năm 1989, ông thi đậu khoa Sáng tác Nhạc viện Thành phố Hồ Chí Minh và học 2 trường cùng lúc.
Với nghề y, ông lần lượt trải qua các vị trí bác sĩ khám bệnh, phó khoa, rồi trưởng khoa tại Bệnh viện Răng Hàm Mặt Trung ương tại thành phố Hồ Chí Minh.
Với âm nhạc, ngoài sáng tác ông còn làm Tổng biên tập Tạp chí “Sóng Nhạc” thuộc Hội Âm nhạc Thành phố Hồ Chí Minh.

## Sự nghiệp
Sự nghiệp của Nguyễn Ngọc Thiện có thể tóm gọn qua câu: Với ngành y, ông là một nha sĩ trứ danh còn với âm nhạc ông lại là tác giả của rất nhiều tình khúc hồn nhiên, trong trẻo và lãng mạn.

### Âm nhạc
Nguyễn Ngọc Thiện sáng tác âm nhạc từ thời sinh viên, nhưng sau giải phóng năm 1975, tên tuổi ông mới được biết đến rộng rãi trong giới trẻ hâm mộ âm nhạc. Đặc biệt nhất trong giai đoạn 1979 đến cuối thập niên 1990, những sáng tác mới của Nguyễn Ngọc Thiện góp phần làm sống lại thời kỳ đỉnh cao của văn học nghệ thuật.
Nhạc của Nguyễn Ngọc Thiện mang phong cách trẻ trung, nhẹ nhàng, trữ tình thường nói về tình yêu và tuổi trẻ. Ông dành nhiều tâm huyết cho tuổi thơ, nhi đồng và tuổi trẻ, những sáng tác của ông không quá cầu kỳ, nhưng đầy ý nghĩa, có chắt lọc, tinh túy cho cuộc sống nên được công chúng đón nhận, nhất là giới trẻ và đặc biệt là thanh niên xung phong. Một số ca khúc đáng chú ý: Ơi cuộc sống mến thương, Này người yêu nhỏ xinh, Nắng xuân, Người mẹ, Ngọn lửa trái tim, Người yêu nhé, Cô bé dỗi hờn, Thôi em hãy về, Cơn mưa lao xao, Nếu em là người tình, Người yêu nhé, Tìm đâu, Như khúc tình ca, Chia tay tình đầu v.v...
Ông đã xuất bản hai tập ca khúc và một số bài hát được phát hành trong băng âm thanh và băng video. Ông cũng đã xuất bản Tập nhạc Nguyễn Ngọc Thiện và kèm băng cassette tác giả (DIHAVINA và Hội Nhạc sĩ Việt Nam).
Nguyễn Ngọc Thiện là thành viên nhóm "Những Người Bạn".
Nguyễn Ngọc Thiện có hơn 10 năm tham gia Hội đồng Nghệ thuật của Giải Mai Vàng. Ông được báo Người Lao Động tổ chức tặng quà tri ân vào ngày 26 tháng 12 năm 2023.
Ngày 10 tháng 8 năm 2023, Nhà hát truyền hình HTV (TP Hồ Chí Minh) đã tổ chức đêm nhạc Dấu ấn thời gian - giới thiệu chân dung nhạc sĩ Nguyễn Ngọc Thiện và nhạc sĩ Nguyễn Văn Hiên.
Năm 2011, ông được trao tặng Giải thưởng Nhà nước về Văn học Nghệ thuật với các ca khúc: Ơi! Cuộc sống mến thương, Ngọn lửa trái tim, Người Mẹ, Nụ hoa và cây súng, Như khúc tình ca, Nhớ ơn thầy cô.

### Thầy thuốc
Mặc dù rất đam mê âm nhạc từ thưở thiếu thời nhưng Nguyễn Ngọc Thiện lại chọn ngành y cho cuộc sống tương lai và thực tế cuộc sống của ông lại gắn liền với ngành y nhiều hơn.
Ông còn thực hiện nhiều đề tài nghiên cứu có giá trị cho ngành y lúc bấy giờ như: Sáng kiến thiết kế các đầu ống bơm thuốc tê; Sáng tạo loại vật liệu đúc răng giả. Đặc biệt là phương pháp trám răng không sang chấn... Đến nay, phương pháp trám răng này đang được ứng dụng phổ biến trong nha khoa.
Trong lĩnh vực chữa bệnh, ông đã được Nhà nước phong tặng danh hiệu “Thầy thuốc ưu tú” vào năm 2004.
Khi được hỏi làm sao để dung hòa trong sự giao thoa giữa một bên nghệ thuật và một bên là khoa học, ông nói:
| “ | Nhạc sĩ cũng như nghề thầy thuốc của tôi đều có chung một mục đích là đem lại nụ cười, niềm tin và hạnh phúc trong cuộc sống. Tôi nghĩ rằng hàng ngày bệnh nhân đến với mình, nhiệm vụ của bác sĩ là làm giảm nỗi đau tức thời cho bệnh nhân để có nụ cười rạng rỡ, mang lại niềm tin cho họ. Cả hai nghề đều xuất phát từ cái tâm muốn con người hoàn thiện. Chính sự giao thoa giữa nhạc sĩ và bác sĩ sẽ hỗ trợ nhau... | ” |

## Tác phẩm

### Ca khúc
- Ơi cuộc sống mến thương (1979) (tác phẩm đầu tay)
- Ngọn lửa trái tim (1981)
- Như khúc tình ca (1982)
- Ước mơ (1983)
- Người mẹ (1984)
- Chia tay tình đầu (1987)
- Kỷ niệm mùa hè (1989)
- Này người yêu nhỏ xinh (1989)
- Cô bé u sầu (1990)
- Cô bé dỗi hờn (1991)
- Nếu em là người tình (1992)
- Hãy hát lên (Gốc: Aoi Sora Wa Pocket Sa) (1993)
- Bé chút chít (1993)
- Tìm đâu (1993)
- Thôi anh hãy về (1994)
- Mùa xuân ơi (1995)
- Cơn mưa lao xao
- Chú chim sẻ
- Ngày đầu tiên đi học (thơ Viên Phương)
- Những ước mơ
- Theo dấu chân xưa
- Bông hồng tặng mẹ và cô
- Xúc xắc xúc xẻ
- Nhớ mưa xưa
- Khoảng lắng phía sau thầy
- Nhớ ơn thầy cô
- Cây điệp vàng
- Dáng ngọc
- Có biết không em
- Bất chợt
- Tình ơi
- Đà Lạt nhớ
- Một thoáng chiêm bao
- Yêu mãi ngàn năm
- Về quê cũ (Gốc: Si Jantung Hati; Hẹn hò đêm trăng)
- Nhà em
- Dòng sông êm ả
- Tình ấm chiều quê
- Tựa sương khói mong manh
- Nỗi buồn tím
- Không còn ai
- Chiếc cầu Avignon (nhạc Pháp)
- Đêm Noel
- Những nốt nhạc xanh
- Học đếm
- Em là cánh hoa
- Sáng trăng (thơ Bích Chi)
- Về thăm trường cũ (thơ Tạ Ngọc Lễ)
- Út ngoan
- Em vẽ con tàu tương lai
- Chữ o điểm 0 (thơ Lê Trịnh Phước)
- Mèo đi câu cá
- Như đàn cò trắng
- Mùa xuân đến
- 12 con giáp (thơ Thy Ngọc)
- Cháu muốn nhắc cả nhà (thơ Đặng Hấn)
- Học đếm
- Ngôi sao của em
- Niềm tin bền vững - EPS
- Ngày xưa xa rồi (Gốc: Pretty Boy)
- Giấc mơ tuyệt vời (Gốc: The Day You Went Away)
- Khát vọng xưa (Gốc: Xiao Cheng Gu Shi)
- Người yêu nhé
- Đón Tết
- Thế giới tuổi thơ (Gốc: It's a Small World)
- Nói với em (xuất hiện trong album "Nói với em ... Phai dấu cuộc tình" của Quang Vinh) (2002)
- Một mai con sẽ xa trường lớp
- Ngày nào đó
- Vẫn nhớ hoài
- Hát lên bạn nhé
- Chị ngã em nâng
- Mộc hoa (2004)
- Xuân ca (2004)

### Tuyển tập
- 6 album và 4 cassette
- Tập nhạc Nguyễn Ngọc Thiện và kèm băng cassette tác giả (DIHAVINA và Hội Nhạc sĩ Việt Nam)

## Vinh danh
- Thầy thuốc ưu tú (2004)
- Giải thưởng Nhà nước về Văn học Nghệ thuật (2012)